# Cornwall Royals
Cornwall Royals byl kanadský juniorský klub ledního hokeje, který sídlil v Cornwallu v provincii Ontario. V letech 1981–1992 působil v juniorské soutěži Ontario Hockey League (dříve Ontario Hockey Association). Před vstupem do OHL několik let úspěšně působil v Quebec Major Junior Hockey League. Zanikl v roce 1992 přestěhováním do Newmarketu, kde byl vytvořen tým Newmarket Royals. Své domácí zápasy odehrával v hale Cornwall Civic Complex s kapacitou 5 000 diváků. Klubové barvy byly modrá, bílá a červená.
Nejznámější hráči, kteří prošli týmem, byli např.: Dale Hawerchuk, Doug Gilmour nebo Owen Nolan.

## Úspěchy
- Vítěz Memorial Cupu ( 3× )
  - 1972, 1980, 1981
- Vítěz QMJHL ( 3× )
  - 1971/72, 1979/80, 1980/81

## Přehled ligové účasti
Zdroj: 
- 1969–1970: Quebec Major Junior Hockey League (Západní divize)
- 1970–1973: Quebec Major Junior Hockey League
- 1973–1976: Quebec Major Junior Hockey League (Západní divize)
- 1976–1981: Quebec Major Junior Hockey League (Lebelova divize)
- 1981–1992: Ontario Hockey League (Leydenova divize)